# Ikast-Brande kommun
Ikast-Brande kommun är en kommun i Region Mittjylland i västra Danmark. Den bildades i och med danska kommunreformen 2007. Centralort och största tätort är Ikast. Ikast-Brande kommun har 39 681 invånare (2007) och ytan är 736,41 km².

## Administrativ historik
Ikast-Brande kommun bildades i samband med kommunreformen 2007 genom en sammanslagning av:
- Nørre-Snede kommun
- Brande kommun
- Ikasts kommun